# Гацьківка (Рудня-Гацьківка)
Гацьківка (також Гацьківка Перша, рос. Гацковка, пол. Haćkówka) — колишнє село в Кропивнянській сільській раді Володарсько-Волинського району Житомирської області Української РСР. У 1923—54 роках — адміністративний центр колишньої однойменної сільської ради.

## Населення
Відповідно до результатів перепису населення Російської імперії 1897 року, загальна кількість мешканців становила 625 осіб, з них: православних — 587, чоловіків — 309, жінок — 316.
Наприкінці 19 століття в селі налічувалося 427 мешканців, дворів — 94, у 1906 році — 645 мешканців, дворів — 109, у 1923 році — 950 мешканців, дворів — 170.

## Історія
Згадується у люстрації Київського воєводства 1754 року, належало до горошківського маєтку, сплачувало подимне з 3 дворів.
Наприкінці 19 століття — сільце Ушомирської волості Житомирського повіту Волинської губернії. Лежало на річці Іршиця, за 51 версту від Житомира. Переважали гнейсові ґрунти, були поклади лабрадориту. Належало до православної парафії у Кропивні, за 3 версти.
У 1906 році — сільце Ушомирської волості (1-го стану) Житомирського повіту Волинської губернії. Відстань до губернського центру, м. Житомир, становила 51 версту, до волосного центру містечка Ушомир — 24 версти. Поштове відділення — Іскорость.
У 1923 році включене до складу новоствореної Гацьківської сільської ради, яка 7 березня 1923 року увійшла до складу новоутвореного Фасівського району Коростенської округи; адміністративний центр ради. Розміщувалося за 13 верст від районного центру с. Фасова. 23 вересня 1925 року, в складі сільської ради, передане до Володарського (згодом — Володарсько-Волинський) району Волинської округи.
11 серпня 1954 року, внаслідок об'єднання сільських рад, село підпорядковане новоутвореній Ягодинській сільській раді Володарсько-Волинського району. 5 березня 1959 року, відповідно до рішення Житомирського облвиконкому № 161 «Про ліквідацію та зміну адміністративно-територіального поділу окремих рад області», передане до складу Кропивнянської сільській раді Володарсько-Волинського району.
Між 1959 та 1961 роками об'єднане із с. Рудня-Гацьківка.